# Agrupación de Estudios Sociales
La Agrupación de Estudios Sociales (AES) fue una agrupación estudiantil creada en 1967 en la Universidad Católica de Córdoba que promovía el estudio, debate y participación política y social. Sus acciones fueron de gran importancia dentro de la Federación de Asociaciones Estudiantiles de la Universidad Católica de Córdoba (FAEUCC).

## Formación, crecimiento y radicalización política
El proceso de formación, crecimiento y radicalización política de AES, en la Universidad Católica de Córdoba, sucedió en el corto período que antecedió y siguió al Cordobazo.
Inicialmente, los integrantes de la AES se reunían para intercambiar ideas y analizar los textos de autores que abordaban en sus trabajos la realidad latinoamericana y  nacional como Rodolfo Puiggrós, Juan José Hernández Arregui y Milcíades Peña. Más adelante sus metas se ampliaron y comenzaron a vincularse con representantes gremiales, religiosos vinculados a la Teología de la liberación y estudiantes de otras universidades.
Juan Ignacio González caracteriza ese fenómeno como atípico y original por tratarse de un grupo inicialmente pequeño de estudiantes, de una universidad privada y católica, sin tradiciones de luchas como las de la universidad nacional, que en poco tiempo se manifestó al interior de los claustros y se sintió hermanado con el movimiento estudiantil y obrero de Córdoba. 

El año 1968 es considerado el “año 0” de la agrupación: organizó un viaje a la Provincia de Tucumán, con el objetivo de analizar la problemática y las condiciones de vida de los trabajadores rurales. Luego de esa experiencia, presentaron el trabajo “Tucumán. Informe de la Agrupación de Estudios Sociales de Córdoba”, publicado en el mismo año, y recientemente reeditado. A partir de ese documento, establecieron contacto con responsables de varias publicaciones, entre ellos Rodolfo Walsh, entonces director del semanario de la CGTA.
La AES surgió en abril de 1967, según surge de los testimonios de sus integrantes. Hacia finales de 1968, había logrado el mayor número de adherentes en las de elecciones estudiantiles de la Federación de Asociaciones Estudiantiles de la Universidad Católica de Córdoba.
Agustín Tosco, fue invitado por la AES para dictar una conferencia el 25 de mayo de 1969 en el ámbito de la UCC.

## Fundadores
Seis de sus nueve miembros fundadores fueron detenidos/desaparecidos o asesinados en los ‘70: Humberto Annone, Miguel Ángel Bustos, Jorge Mendé, Alberto José Molinas, María Leonor Pappaterra y Mariano Pujadas Badell.

## Integrantes
Se ha podido confeccionar un listado parcial de alrededor de cincuenta y tres estudiantes que integraron la agrupación con anterioridad al Cordobazo. Este listado de nombres fue cotejado con la base de alumnos de la UCC, de la cual se obtuvo un listado más completo, detallado por las Facultades a las que pertenecían y sus números de legajos. Los integrantes de la AES se vincularon con la agrupación peronista Lealtad y Lucha. De ese medio centenar de estudiantes, 21 permanecen desaparecidos, víctimas del terrorismo de Estado del período 1976-1983.

## Mayo cordobés
AES fue durante el "mayo cordobés", la agrupación que estuvo al frente de la representación de los estudiantes en la mayoría de las Facultades y que además presidía la Federación, en la persona del estudiante Claudio Erhenfeld, quien fue preso en esas jornadas de 1969.

## Madre de organizaciones
Con posterioridad al Cordobazo la AES estrecharía lazos con estudiantes de la UNC, desarrollaría los debates,  modificaría sus prácticas de trabajo y confluiría, con Lealtad y Lucha, en la organización Peronismo de Base. Tiempo después, algunos de quienes iniciaron sus discusiones en la AES, participarían de la conformación de la organización Montoneros.